# Municipio de Miacatlán
El municipio de Miacatlán es uno los 36 municipios del estado de Morelos, en México. Se encuentra en la parte poniente del estado a solo 40 km de distancia de la capital Cuernavaca.

## Toponimia
El nombre viene de la palabra náhuatl "Mitl" que quiere decir flecha "Acatl" vara o caña y "Tlan" lugar, que en su conjunto significa lugar donde abundan las varas para flechas. 

## Historia
En la época prehispánica perteneció al centro político y religioso siendo tributario a Xochicalco, posteriormente al señorío de Cuauhnáhuac ahora Cuernavaca y al ser conquistado éste por los aztecas, Miacatlán pasó a ser tributario de Tenochtitlán.
Durante la época colonial Miacatlán tuvo una importante presencia de personas de origen africana, esclavizadas trabajando en la siembra de caña y la producción de azúcar, el mestizaje entre personas africanas y afrodescendientes produjo una serie de importante aportaciones económicas, políticas, culturales y sociales en la localidad.
Al erigirse el Estado de Morelos en el año de 1869 Miacatlán adquiere la categoría de Municipio con los poblados de Coatetelco, Palpan de Barandas y las rancherías de Nexapa y el Ojo de agua, así como las Haciendas de Acatzingo, La Nigua y Miacatlán.

### Personas destacadas
En este lugar nació el Lic. Teófilo Olea Leyva, quien fuera ministro de la Suprema Corte de Justicia de la Nación, nombrado por Manuel Ávila Camacho el 1 de enero de 1946 hasta su deceso en 1956
En la época de la revolución estuvo en la Hacienda de Miacatlán el General Pedro Ojeda, que huía de los Zapatistas durante el sitio de Cuernavaca y se dirigía a Tenango del Valle, Estado de México.

## Medio físico

### Localización
El municipio de Miacatlán se ubica geográficamente entre los paralelos 18° 45′ 11.11″ latitud norte y los 99° 21′ 34.50″ longitud oeste del meridiano de Greenwich a una altitud de 1024 m s. n. m. (metros sobre el nivel del mar) limita al norte con el Estado de México y los municipios de Temixco y Cuernavaca, al sur con los municipios de Puente de Ixtla, Mazatepec y Tetecala, al este con Xochitepec y al oeste con Coatlán del Río (Morelos) y el Estado de México. Su distancia aproximada entre la cabecera y la capital del estado es de 40 km.

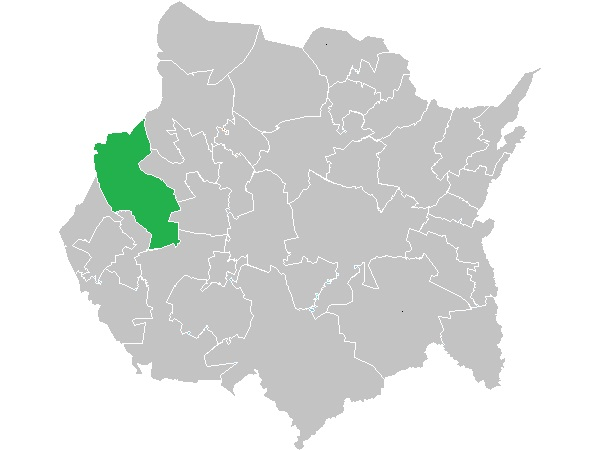
Ubicación de Miacatlán en el estado de Morelos.

### Extensión
La superficie total del municipio de Miacatlán es de 233 644.30 km² y representa el 4,4 % respecto de la superficie del Estado.

### Orografía

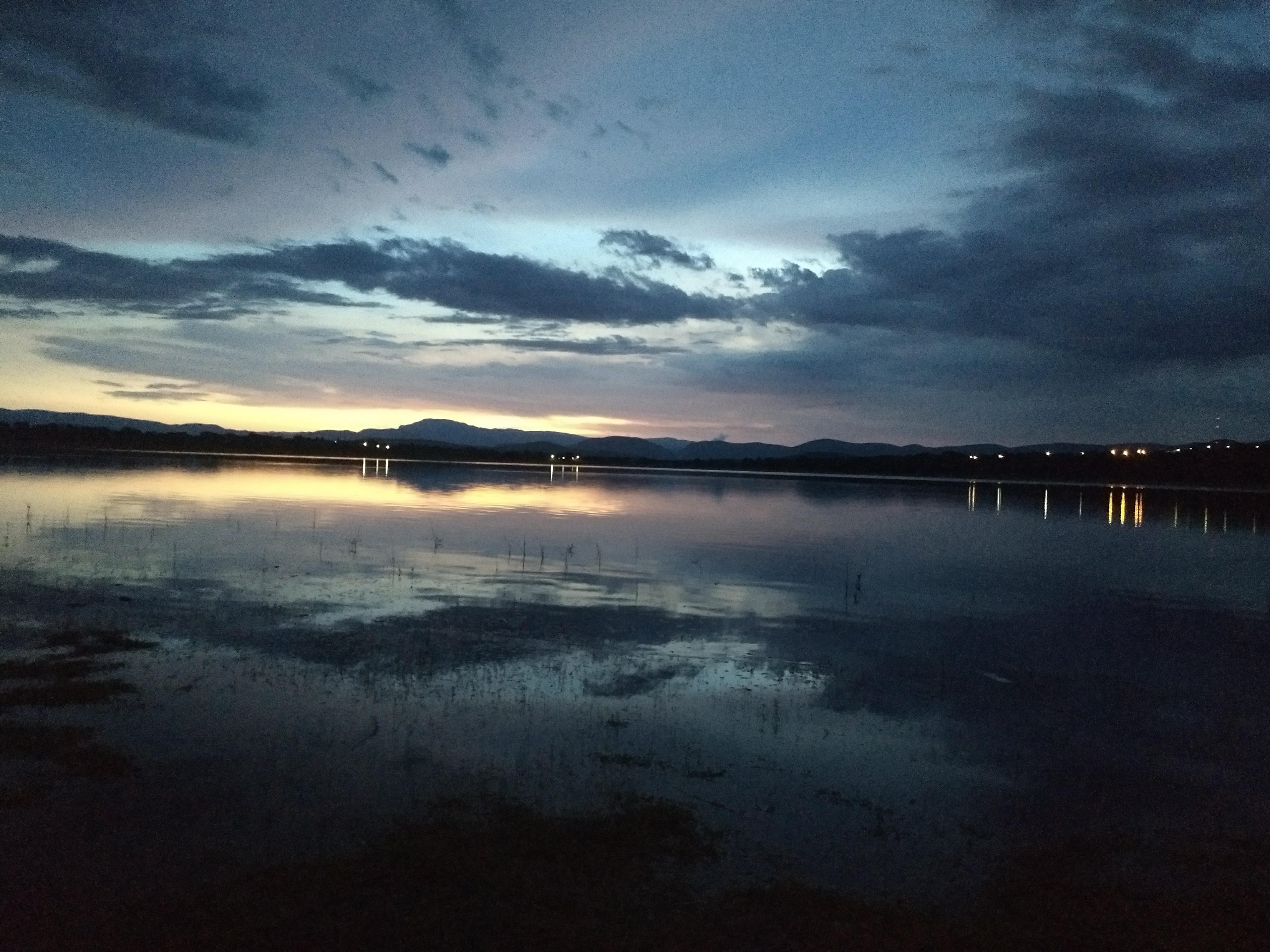
Laguna El Rodeo 2018.

El municipio se caracteriza por ser montañoso en la parte norte donde se localizan las peñas del Fraile y del Bosque, así como las montañas de los Cuilotes y el cerro alto, en la parte intermedia el cerro de Tepetzingo en la región de Palpan con alturas de los 2000 y 2250 m s. n. m., también se encuentra el cerro del Cuachi por el lado de Cuentepec con altura de 2000 m s. n. m. y el cerro de la angostura en la región de Los Perritos con 1700 m s. n. m.
Las zonas accidentadas cubren el 10 % del territorio municipal, así como lomerío el 40 % en la parte norte y al centro y sur se encuentran campos semi-planos que cubren el 50 por ciento.

### Hidrografía
Este municipio es atravesado por el río Tembembe que nace en el Estado de México, sus afluentes de aguas broncas son el arroyo seco y el arroyo de Chiltepec, que nacen en las montañas de Palpan de Baranda, tiene una laguna, la laguna El Rodeo que es llenada con aguas del río Tembembe, se cuenta con un pozo profundo para uso agrícola que produce 60 L/s.

### Clima
Se tiene un clima de tipo subtropical húmedo caluroso, con temperatura media anual de 22 °C, en la parte baja y en la región de la montaña el clima es templado. Su precipitación media es de 1112 mm al año. El periodo de lluvias comienza en junio y termina en octubre y la evaporación media es de 2203 mm por año, la dirección de los vientos en lo general es de norte a sur y en sus campos hay poca humedad.
| Parámetros climáticos promedio de Miacatlán | Parámetros climáticos promedio de Miacatlán | Parámetros climáticos promedio de Miacatlán | Parámetros climáticos promedio de Miacatlán | Parámetros climáticos promedio de Miacatlán | Parámetros climáticos promedio de Miacatlán | Parámetros climáticos promedio de Miacatlán | Parámetros climáticos promedio de Miacatlán | Parámetros climáticos promedio de Miacatlán | Parámetros climáticos promedio de Miacatlán | Parámetros climáticos promedio de Miacatlán | Parámetros climáticos promedio de Miacatlán | Parámetros climáticos promedio de Miacatlán | Parámetros climáticos promedio de Miacatlán |
| Mes                                         | Ene.                                        | Feb.                                        | Mar.                                        | Abr.                                        | May.                                        | Jun.                                        | Jul.                                        | Ago.                                        | Sep.                                        | Oct.                                        | Nov.                                        | Dic.                                        | Anual                                       |
| ------------------------------------------- | ------------------------------------------- | ------------------------------------------- | ------------------------------------------- | ------------------------------------------- | ------------------------------------------- | ------------------------------------------- | ------------------------------------------- | ------------------------------------------- | ------------------------------------------- | ------------------------------------------- | ------------------------------------------- | ------------------------------------------- | ------------------------------------------- |
| Temp. máx. abs. (°C)                        | 36.4                                        | 37.8                                        | 38.8                                        | 39.8                                        | 39                                          | 38.5                                        | 33                                          | 33.5                                        | 32.3                                        | 32.5                                        | 32                                          | 32                                          | 35.5                                        |
| Temp. máx. media (°C)                       | 28.3                                        | 30.2                                        | 33                                          | 34.2                                        | 33.5                                        | 30.3                                        | 29                                          | 28.8                                        | 28                                          | 28.4                                        | 28.7                                        | 28                                          | 30                                          |
| Temp. media (°C)                            | 23                                          | 22                                          | 25                                          | 24                                          | 26                                          | 25                                          | 26.2                                        | 24.5                                        | 23.7                                        | 25.3                                        | 24                                          | 23.6                                        | 25.3                                        |
| Temp. mín. media (°C)                       | 13.6                                        | 14.6                                        | 17                                          | 19                                          | 19.7                                        | 18.9                                        | 18.1                                        | 17.9                                        | 17.7                                        | 16.6                                        | 15                                          | 14.1                                        | 16.8                                        |
| Temp. mín. abs. (°C)                        | 6.5                                         | 9.0                                         | 12.3                                        | 14.0                                        | 15.0                                        | 12.0                                        | 13.5                                        | 12.0                                        | 12.0                                        | 11.0                                        | 9.3                                         | 8.0                                         | 11.2                                        |
| Precipitación total (mm)                    | 14                                          | 2                                           | 2                                           | 16                                          | 67                                          | 194                                         | 179                                         | 203                                         | 193                                         | 68                                          | 13                                          | 5                                           | 957                                         |
| Fuente:                                     |                                             |                                             |                                             |                                             |                                             |                                             |                                             |                                             |                                             |                                             |                                             |                                             |                                             |

- Temperatura máxima: 39.8 °C (1 de mayo de 1958)
- Temperatura mínima: 6.5 °C (10 de enero de 1956)

Fuente: Estación Meteorológica El Rodeo, Miacatlán.

## Demografía

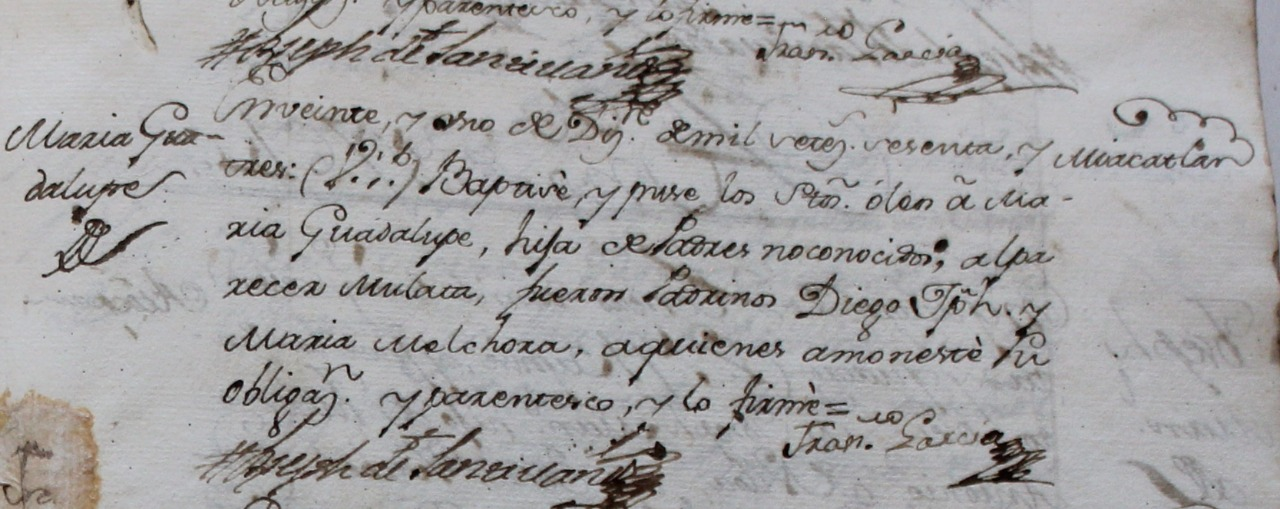
El 21 de diciembre de 1763 fue bautizada en Miacatlán la niña María Guadalupe, hija de padres desconocidos, aparentemente mulata

De acuerdo a los resultados que presentó el censo de Población y Vivienda en el 2015, el municipio cuenta con un total de 26 713 habitantes. En 2019 baja a 16 131 habitantes tras la municipalización de Coatetelco como un ayuntamiento autónomo.

### Localidades
En el censo de 2020 el municipio de Miacatlán contaba con 31 localidades.
| Código INEGI      | Localidad         | Población (2020) |
| ----------------- | ----------------- | ---------------- |
| 170150001         | Miacatlán         | 7 466            |
| 170150029         | El Mirador        | 1 518            |
| 170150010         | El Rodeo          | 1 436            |
| 170150003         | Xochicalco        | 1 010            |
| Otras localidades | Otras localidades | 4 372            |
| Total municipal   | Total municipal   | 15 802           |

## Evolución demográfica
| Gráfica de evolución demográfica de Municipio de Miacatlán entre 1900 y 2020 |
| |
| Fuente ISTAT elaboración gráfica de Wikipedia. -*2019 Estimación. Es el año en el que se reconoció oficialmente la municipalizan de la comunidad de Coatetelco dejando así de ser parte de la municipalidad de Miacatlán.- |

### Casa Hogar
En Miacatlán se encuentra la fundación casa hogar Nuestros Pequeños Hermanos que brinda apoyo a niños huérfanos o abandonados y a otros niños en situación de riesgo que viven en condiciones de extrema pobreza.

## Grupos étnicos

### Pueblos Indígenas
De acuerdo a los resultados que presenta el Conteo de Población y Vivienda en el 2010, en el municipio habitan un total de 44 personas que hablan alguna lengua indígena.

### Población Afrodescendiente

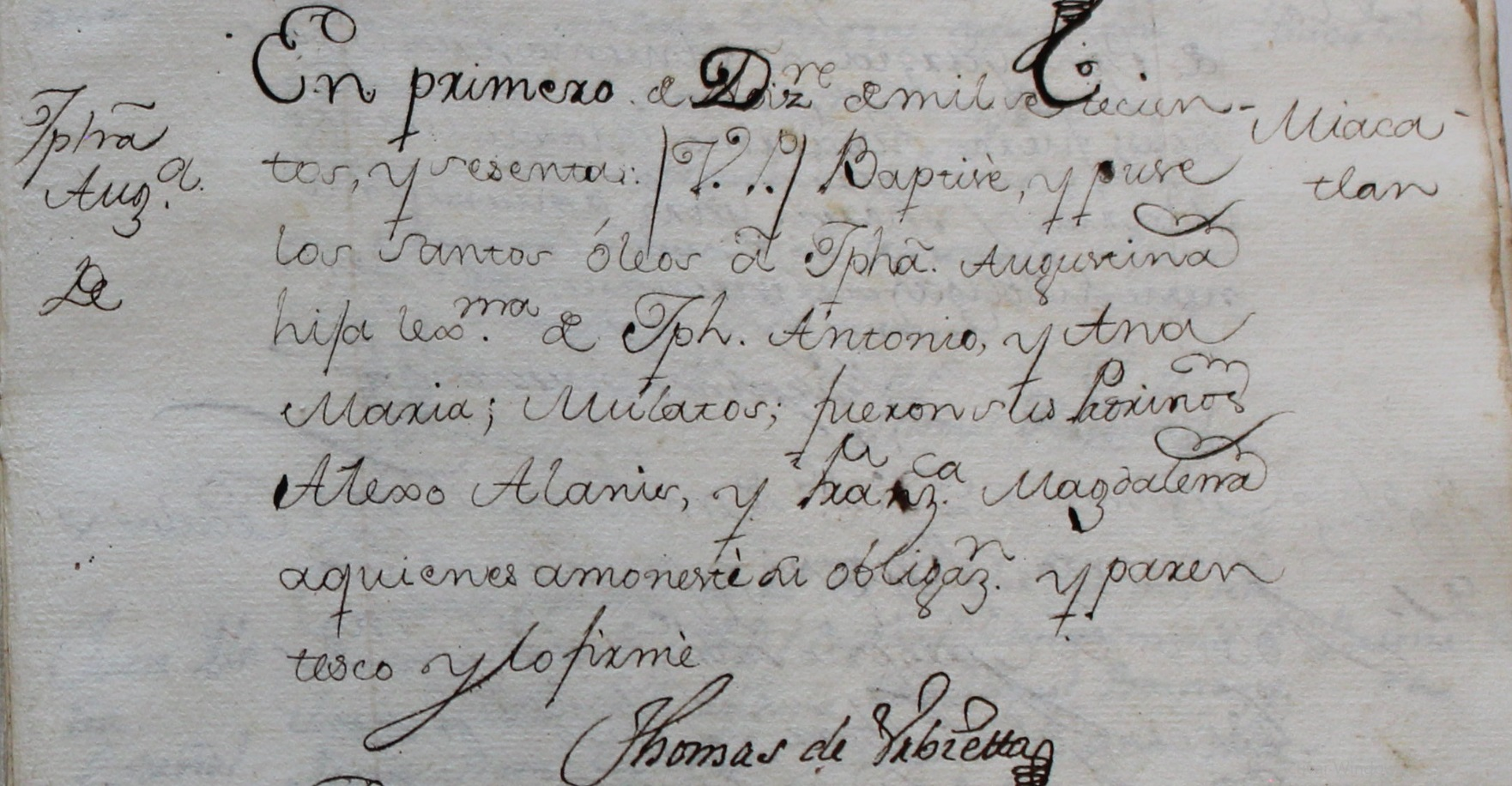
Partida de bautizo de Josefa Agustina, nacida el 1 de diciembre de 1760 en Miacatlán, Morelos, hija de Joseph Antonio y Ana María, mulatos

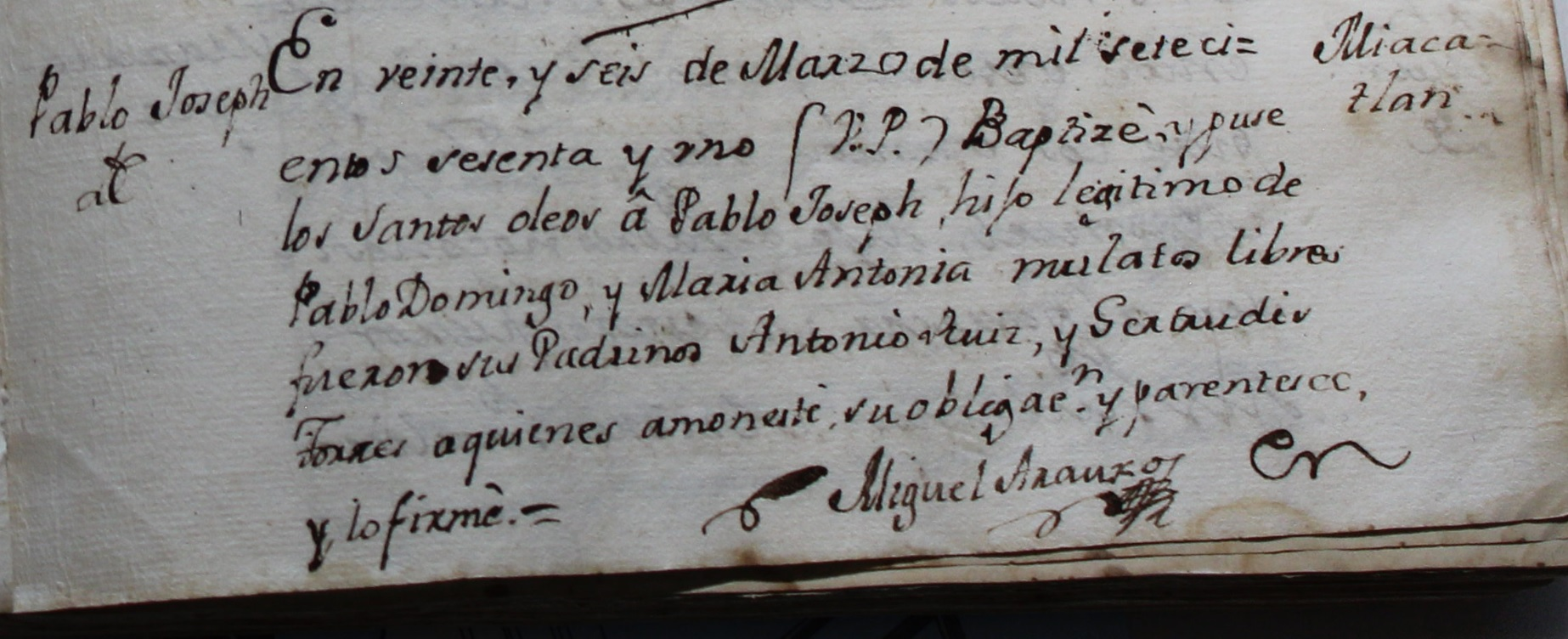
Acta de Bautizo de Pablo Joseph, hijo legítimo de Pablo Domingo y María Antonia, mulatos libres en Miacatlán, 26 de marzo de 1761

Durante la época colonial, hubo una importante presencia de personas africanas esclavizadas trabajando en la producción de azúcar de la hacienda San Salvador, debido a los constantes abusos de la esclavitud la población africana se redujo, sin embargo a través de matrimonios  con personas de otros grupos étnicos, como indígenas mestizos e inclusive mulatos libres, la población afrodescendiente llegó a ser un grupo mayoritario durante la época colonial, hacia 1793 más del 50% de la población era mestiza o afrodescendiente la investigadora Brígida Von Mentz, describiría a Miacatlán como un pueblo-empresa es decir, localidades en las cuáles residían operarios de las empresas productivas, los cuáles en su mayoría eran de origen africano,
Existen importantes aportaciones culturales de la influencia de este grupo poblacional, la siembra de productos de origen africano como la caña de azúcar, el sorgo, la malanga o el angú, en nuestro idioma con el uso de palabras de origen africano, particularmente bantú, celebraciones como la Mojiganga o el nombre del río Tembembe de origen congolés. 
De acuerdo con el censo de Población y Vivienda 2020, 505 personas se reconocen como negras, afromexicanas o afrodescendientes en Miacatlán.

### Religión

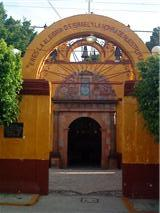
Capilla del Alma de la Virgen (Miacatlán).

Aproximadamente la población católica asciende a 18 282 habitantes, mientras que la evangélica con 631 creyentes y entre testigos de Jehová, pentecostales y otras con 1600 habitantes.

## Educación
Existen servicios de educación preescolar, primarias, secundarias, CBTA y un claustro universitario UAEM Universidad Autónoma del Estado de Morelos, siendo esta la infraestructura educativa.
Aquí está ubicado un Centro de Maestros que cubre la zona poniente del estado.

## Salud
El municipio cuenta con los servicios de salud, desatancando los siguientes: 
1 clínica del IMSS
5 centros de salud (de la Secretaría de Salud) en la cabecera municipal, La Toma, El Rodeo y Palpan, 
Así como médicos particulares por lo que la demanda de servicios médicos de la población del municipio, es atendida por organismos oficiales y privados en las zonas rural y urbanas. Los consultorios rurales proporcionan servicios de medicina preventiva, consulta externa y medicina general en los centros de salud, además de los laboratorios particulares de análisis clínicos.

## Política

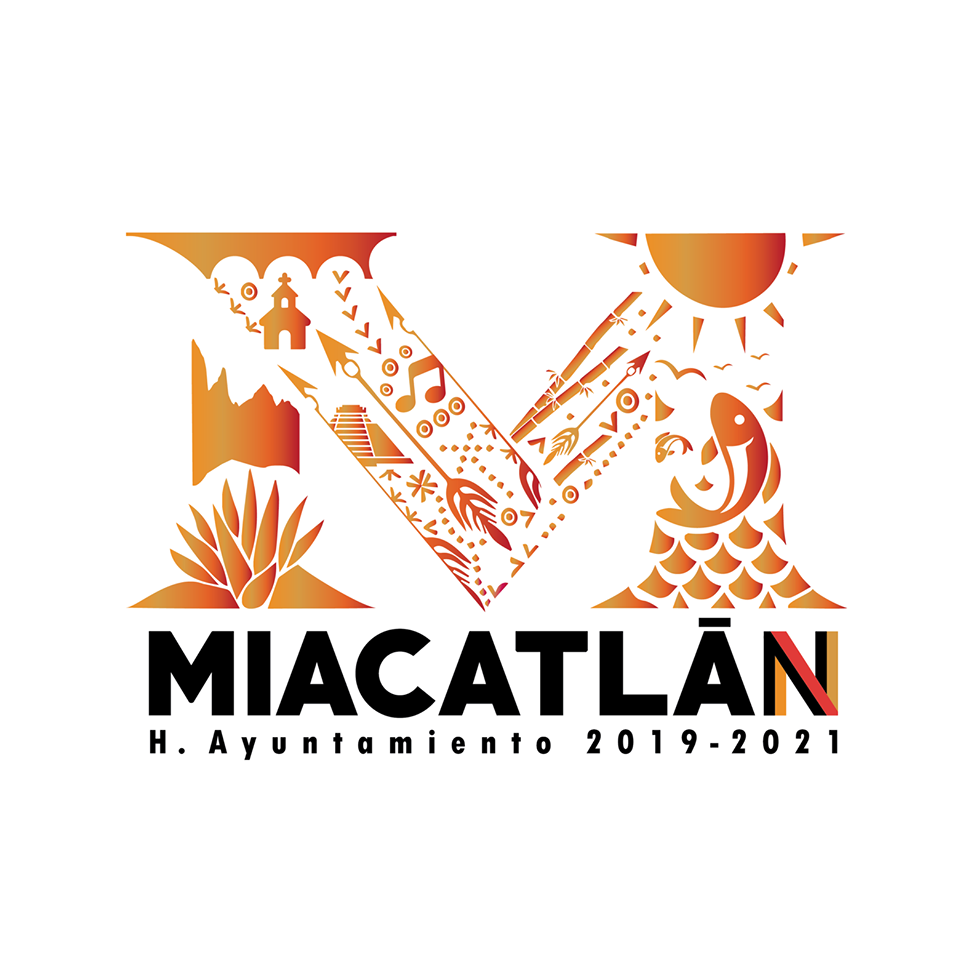
Logo del H. Ayuntamiento de Miacatlán 2019-2021

En el municipio se realizan elecciones cada 3 años el primer domingo de junio, aquí los resultados de los últimas elecciones Anexo:Elecciones de Miacatlán.

## Vías de comunicación
Las vías de comunicación por carretera son las siguientes: 
Carretera asfaltada de Miacatlán a Cuernavaca consta de 40 km, de Miacatlán a Alpuyeca son 15 km tipo "D" y de Alpuyeca a la capital del Estado 25 km, siendo esta la carretera federal Cuernavaca-Alpuyeca-Grutas de Cacahuamilpa.Una primera carretera estatal inicia en el kilómetro 14 rumbo a Palpan de Baranda que sirve de paso al Estado de México hacia Chalma consta de 20 km tipo "E". En el kilómetro 16 inicia la segunda carretera estatal rombo a la comunidad de Coatetelco y posterior mente al poblado de Alpuyeca o a Mazatepec, y la tercera inicia en el kilómetro 7, el cual conduce a la comunidad y la zona arqueológica de Xochicalco y se sigue hacia Temixco ala comunidad de Tetlama y a Cuentepec.

## Turismo
Cada año aumenta el número de visitantes nacionales y extranjeros, ya que Miacatlan se ha convertido en un punto de partida para conocer destinos cerca como la zona arqueológica de Xochicalco, la principal fortaleza de Mesoamérica, las Grutas de Cacahuamilpa, sin olvidarnos del espectáculo Nocturno de Xochicalco que se presenta de noviembre a mayo como temporada, desde el año 2010 se estableció un Prestigiado Restaurante el cual ha traído al pueblo una fuente de turismo gurmé.
Miacatlan cuenta con oferta turística variada que va desde un Hotel Petit de 4 estrellas, para quienes gustan del buen viajar, pasando por 3 hoteles de 3 y 2 estrellas. Con esto se satisface el requerimiento de la industria turística actual, al ofrecer una amplia gama de servicios del sector de la hospitalidad.
En el centro de la cabecera municipal se encuentra el H. Ayuntamiento con su nueva fachada inaugurada en diciembre de 2012, también el parque central con su tradicional zócalo y la iglesia de Santo Tomas Apóstol.

### Monumentos históricos
Las zona arqueológica de Xochicalco así como las parroquias de Santo Tomás y capilla del Alma de la Virgen en Miacatlán, parroquia de San Juan Bautista en Coatetelco, parroquia de la Purísima Concepción en Palpan, la exhacienda de San Salvador (hoy casa hogar de Nuestros Pequeños Hermanos), el acueducto del Terreno, la Lagunas del Rodeo, la presa vieja de la Toma. Todo esto representa el patrimonio Histórico y Cultural y son atractivos turísticos de gran valor.

### Centros turísticos
La atracción turística es principalmente la Laguna El Rodeo donde se puede comer, pescar y disfrutar de la naturaleza.

## Fiestas y tradiciones
Fiestas.
En Miacatlán la celebración del día de Santo Tomás Apóstol el 21 de diciembre, con juegos pirotécnicos y mecánicos, así como las tradicionales corridas de toros en la colonia centro. 
- Colonia Atzompa

El 11 de febrero se desborda el fervor religioso al celebrar la fiesta del Alma de la Virgen resaltando el tapete en honor a la virgen y culminando con el tradicional castillo (pirotécnico).
- Colonia Álvaro Obregón.

El 24 de mayo se festeja a "María Auxiliadora", con puestos con dulces típicos y juegos mecánicos. 
- Palpan de Baranda

Se celebración de la Purísima Concepción, el fin de semana previo al miércoles de ceniza, también con corridas de toros.
- Xochicalco

El 21 de marzo se realiza una feria denomina como "Feria de la Salsa" aprovechando el equinoccio de primavera que atrae a miles de turistas a la zona arqueológica de Xochicalco. 

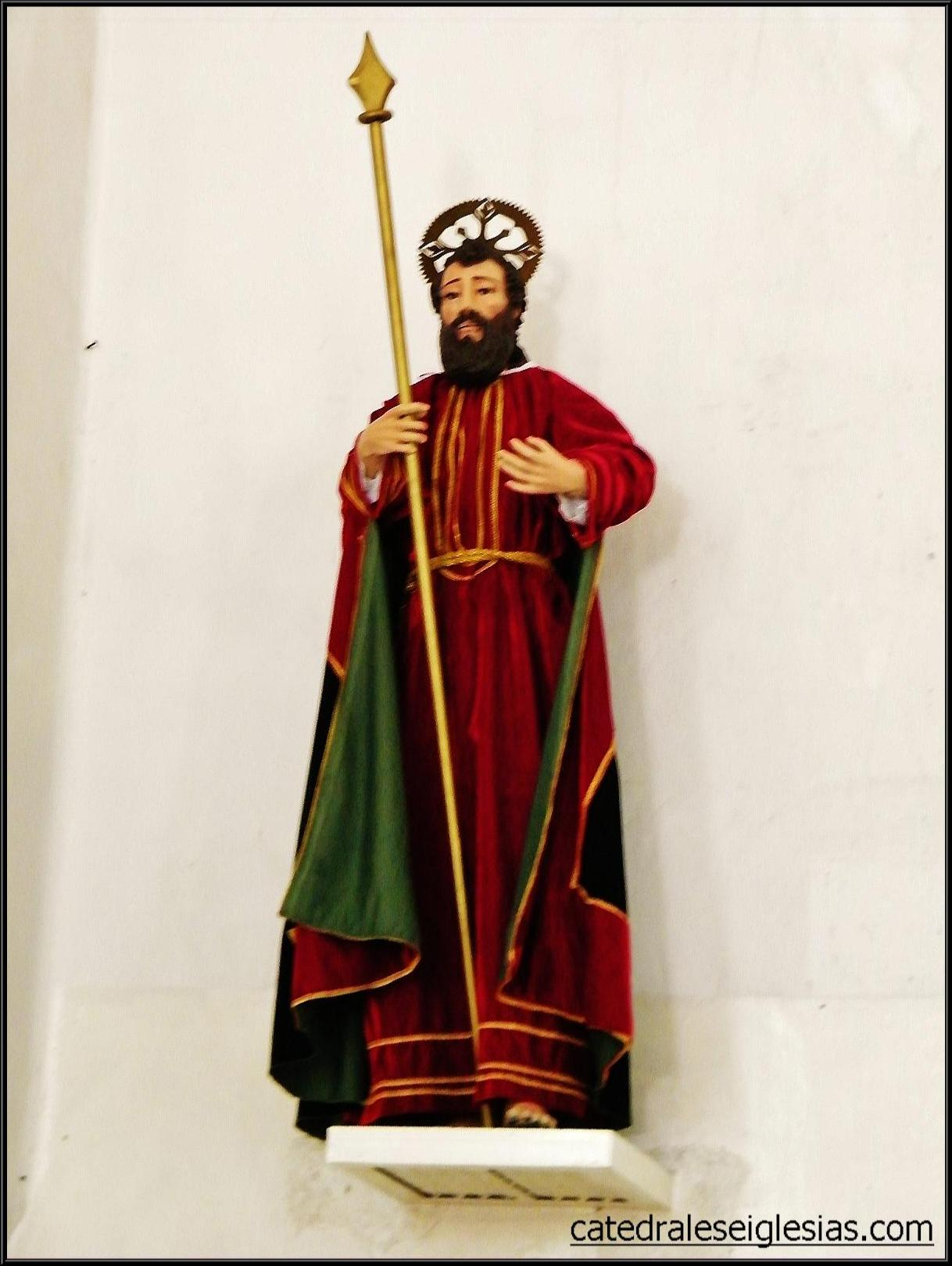
Santo Tomas, patrono del pueblo.

### Música
La música propia de estas comunidades es la de viento y los conjuntos musicales.

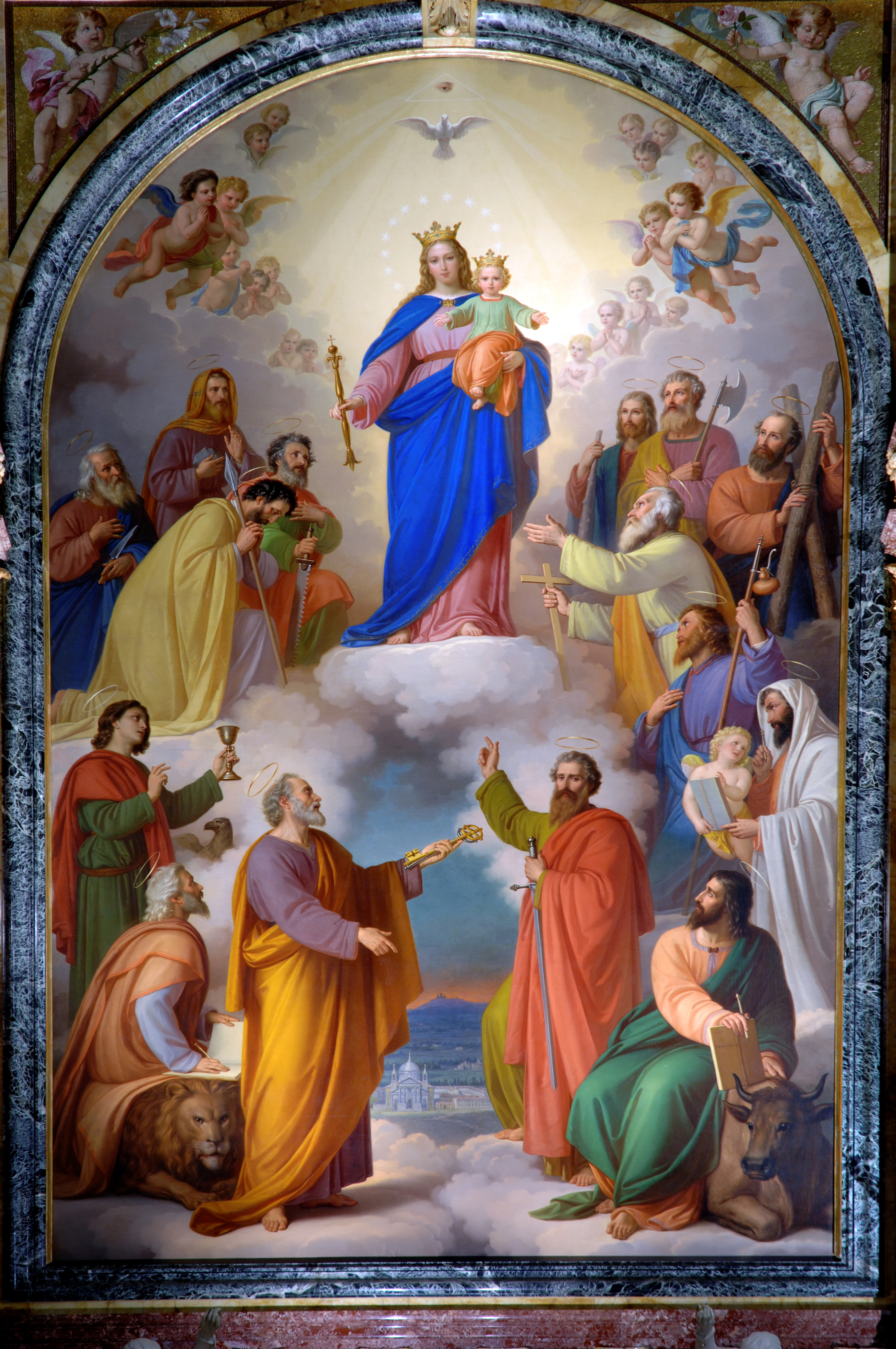
Fiesta Mayo.

### Artesanías
En la población de Miacatlán, predominan los productos de cerámica en los que hay algunos de muy buena calidad. 
En la comunidad de Palpan trabajos femeninos de bordados de hilos, en prendas de vestir y accesorios domésticos.

### Gastronomía
Los platillos más representativos de la región son las barbacoas de cabrito, de becerro y las cochinitas a base de carne de cerdo, como su exquisito Refino de Agave y sus cremas de café con nuez que ahí mismo lo fabrican.
En Palpan los quesos y las cremas acompañados de un exquisito mezcal de maguey, al igual que un pan de "Camarón" muy típico de la región, los cuales ahí mismo son elaborados.
En el poblado de Tlajotla también se puede disfrutar de mezcal que ahí se fabrica.

## Principales localidades
Miacatlan
Es la cabecera del municipio, es la comunidad más grande y en él se encuentran las sedes administrativas y de seguridad de todo el municipio. 
El Rodeo
Comunidad colindante con Miacatlán (Cabecera municipal) sede de la laguna El Rodeo además en esta comunidad se realizan magníficas obras con cerámica. 
Xochicalco
Este pueblo cuenta con actividad  agrícola y exporta mano de obra a la ciudad de Cuernavaca, se encuentran a 4 km de la cabecera municipal y es camino de entrada a la Zona de monumentos arqueológicos y museo de sitio  Xochicalco.
Palpan de Baranda
Ubicado al noroeste de la cabecera municipal, a una distancia de 20 km, pueblo agrícola y ganadero y paso hacia los pueblos de Malinalco y Chalma (Estado de México), su población es mayor a los 1000 habitantes.
La Montaña
Son comunidades pequeñas y a más de 20 km de la cabecera municipal y se encuentran enclavados en la sierra. Son comunidades de acceso complicado por las condiciones geográficas pero con expendidos paisajes dignos de admirar.
- Tlajotla.
- Palo Grande
- El Rincón
- El Paredón
- Rancho Viejo